# La Bohalle
La Bohalle est une ancienne commune française située dans le département de Maine-et-Loire, en région Pays de la Loire, devenue le 1er janvier 2016, une commune déléguée de la commune nouvelle de Loire-Authion.

## Géographie

### Localisation
La commune est située entre Angers et Saumur, dans le Val de Loire. Elle fait partie du parc naturel régional Loire-Anjou-Touraine. Elle comprend le lit mineur de la Loire, où s'écoule le fleuve, et le lit majeur, où l'on trouve des exploitations agricoles et plusieurs hameaux. La Loire est la limite naturelle de la commune au sud, sans possibilité de la traverser. L'Île Sorin se trouve entièrement sur le territoire de la commune.

### Topographie

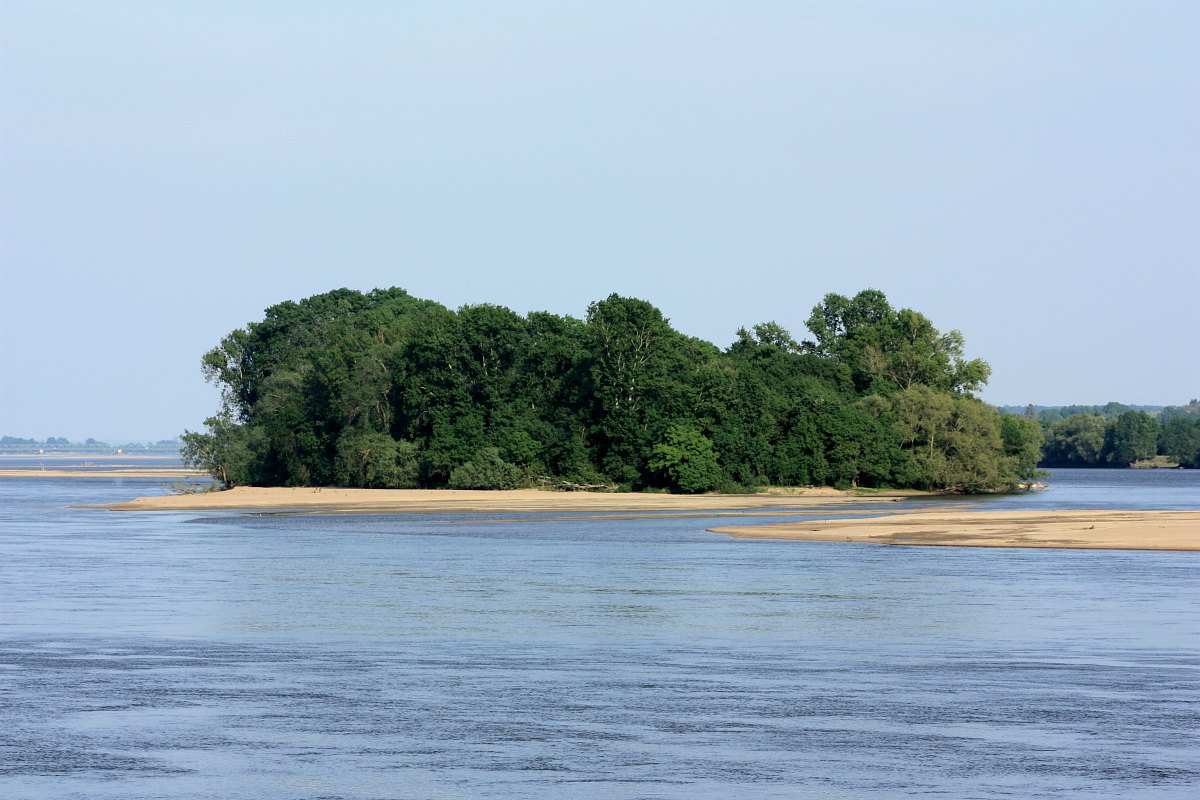
L'Île Sorin.

Les hameaux et quartiers constituant la commune sont : Le Vieux Bourg et la Chênaie, où se trouve le cimetière, au carrefour de la Levée Jeanne de Laval et de la route de Brain (RD 113), le Carrefour, le Coureau, la rue Maugin, la Boire du Saule, la gare, l'église, la Grande Rue, l'Epinay, la rue Cendreuse, la Sablonnière.

### Voies de communication et transports
Une gare SNCF se trouve sur la commune, desservie par les trains TER Pays de la Loire.

## Urbanisme
Au début des années 1980, un lotissement a été créé sur une terre agricole, jouxtant Le Carrefour, ce qui a contribué à augmenter de façon significative l'effectif de la population.
L'habitat est très éparpillé, la plupart des rues étant bordées d'une rangée d'habitations anciennes (rue Maugin, rue Coureau, Grande Rue, rue Cendreuse, etc.) ou contemporaines (rue le Haut chemin, rue de la Salette, etc.). La mairie, au pied de l'imposante église, se trouve à l'écart des zones d'habitations (principalement le lotissement).

## Toponymie
Formes anciennes du nom : Capella de Bohalle en 1612, Chapelle Bouhalle en 1616, La Bohalle en 1793 et 1801.
Le nom de la commune provient de celui de Jean Bohalle, qui bâtit en 1481 une petite chapelle sur la levée, relevant de Blaison.

## Histoire
La Bohalle fut fondée au XVe siècle par Jean Bohalle, homme de confiance du Roi René, qui fut chargé en 1456, de surveiller l’emploi de l’impôt spécial perçu sur les riverains pour la réparation des brèches ouvertes par des inondations. En 1463, il devient « concierge » du château de La Ménitré et « segrayer » de la forêt de Beaufort pour Jeanne de Laval, épouse du duc d'Anjou.
Le buste de Jean Bohalle, situé devant l'église et la mairie actuelles, a été érigé dans le jardin de "La grande maison" sur l'emplacement de l'ancienne église, sur une haute colonne de calcaire, le 13 juin 1886. Il a été fondu par la fonderie "Denéchère et Chassard". Cette fonderie avait été créée à Angers en 1881 par Augustin Denéchère et Victor Chassard. Après le retrait de Victor en 1892 (probablement pour diriger la fonderie nouvellement créée au sein de la maison Bessonneau) et la mort d'Augustin en 1895, elle est devenue "Chassard et Denéchère", mais il s'agit alors d'Henri Chassard, frère cadet de Victor. Henri avait épousé en 1885 la fille d'Augustin Denéchère.

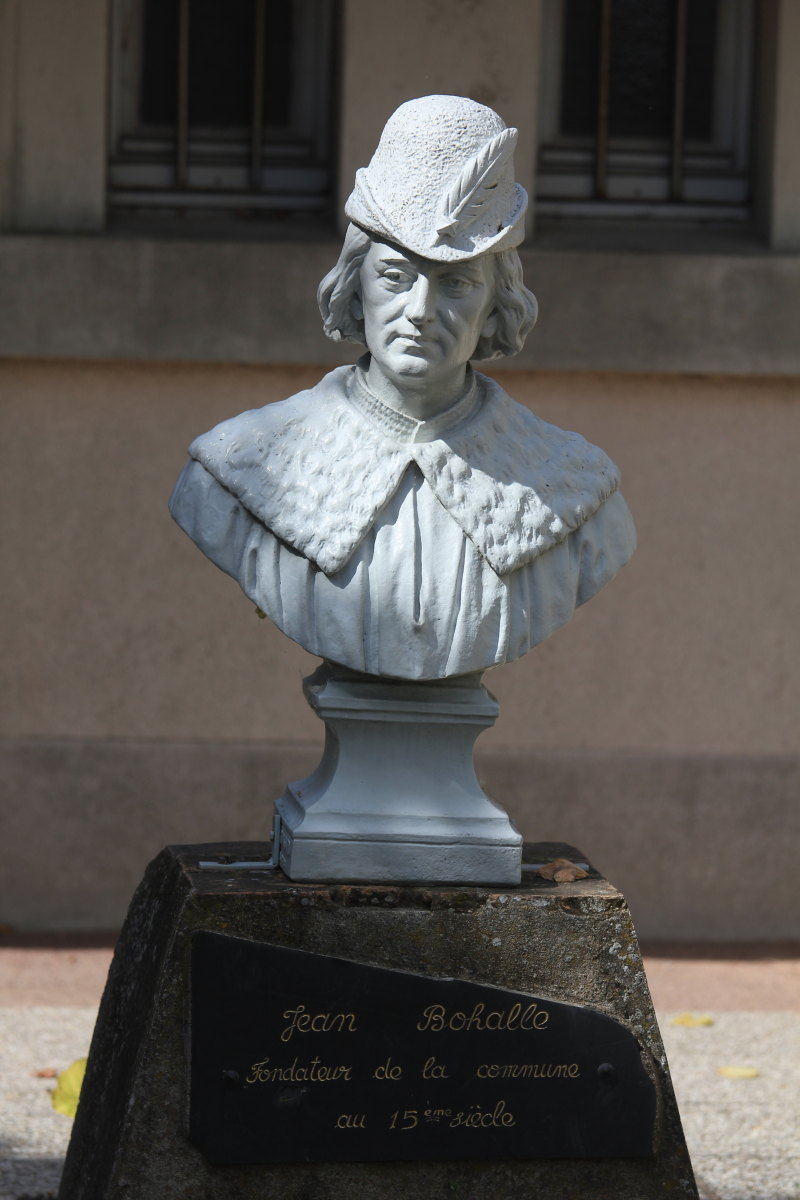
Statue de Jean Bohalle, devant la mairie.

Pendant la Première Guerre mondiale, 21 habitants perdent la vie. Lors de la Seconde Guerre mondiale, 8 habitants sont tués.
À la fin de la Seconde Guerre mondiale, la commune est éprouvée par deux évènements. Le premier qui aurait pu être plus dramatique, fut le bombardement par l'aviation britannique, d'un convoi ferroviaire de munitions allemands. L'attaque ne fera aucune victime. Le second provoquera la mort de deux jeunes Bohalliens, Auguste Dulong, 21 ans, et Maxime Simon, 23 ans. Militants associatifs chrétiens, ils étaient venus épauler les combattants FFI déployés sur une centaine de kilomètres de la Levée de la Loire. Au cours de la nuit du 18 au 19 août, ils avaient surpris des soldats allemands franchissant le fleuve et étaient tombés sous les balles de leurs tirs de défense.[réf. nécessaire]
En fin d'année 2015, les communes d'Andard, Bauné, La Bohalle, Brain-sur-l'Authion, Corné, La Daguenière et Saint-Mathurin-sur-Loire se regroupent pour former la commune nouvelle de Loire-Authion.

## Politique et administration

### Administration municipale

#### Administration actuelle
Depuis le 1er janvier 2016, La Bohalle constitue une commune déléguée au sein de la commune nouvelle de Loire-Authion et dispose d'un maire délégué.
| Période                                  | Période  | Identité         | Étiquette | Qualité                |
| ---------------------------------------- | -------- | ---------------- | --------- | ---------------------- |
| janvier 2016                             | mai 2020 | Gabriel Freulon  |           | Informaticien retraité |
| mai 2020                                 |          | Catherine Albert |           | Assistante maternelle  |
| Les données manquantes sont à compléter. |          |                  |           |                        |

#### Administration ancienne
| Période                                  | Période       | Identité              | Étiquette | Qualité                              |
| ---------------------------------------- | ------------- | --------------------- | --------- | ------------------------------------ |
| 1790                                     |               | Fr. Barbier           |           |                                      |
| an V                                     |               | Maillet               |           |                                      |
| 29 juin 1800                             |               | Martin-René Brisset   |           |                                      |
| 1826                                     |               | Jacques Letheulle     |           |                                      |
| 1852                                     |               | Jean Daudée-Loiseleur |           |                                      |
| 1863                                     |               | Dulong                |           |                                      |
| 1871                                     |               | Rémi Camus-Vincelot   |           |                                      |
| 1896                                     |               | Camus-Vendrevort      |           |                                      |
| 1900                                     |               | Jean Daudée           |           |                                      |
| 1904                                     |               | Pierre Dézaire        |           |                                      |
| 1912                                     |               | Hamonneau             |           |                                      |
| décembre 1919                            | 1927          | Georges Brault        |           | Officier retraité                    |
| 1929                                     |               | Alphonse Maillet      |           |                                      |
| 1945                                     |               | Eugène Simon          |           |                                      |
| 1947                                     |               | Louis Gidouin         |           |                                      |
| 1956                                     |               | Henri Laizé           |           |                                      |
| mars 1989                                | mars 2001     | Guy Gendron           |           | Retraité                             |
| mars 2001                                | octobre 2011  | Bernard Guéret        |           | Cadre bancaire                       |
| octobre 2011                             | décembre 2015 | Gabriel Freulon,      |           | Chef de projet informatique retraité |
| Les données manquantes sont à compléter. |               |                       |           |                                      |

### Intercommunalité
La commune est membre jusqu'en 2015 de la communauté de communes de la Vallée-Loire-Authion, elle-même membre du syndicat mixte Pays Loire-Angers. La communauté de communes est dissoute le 31 décembre 2015.

## Population et société

### Démographie

#### Évolution démographique
L'évolution du nombre d'habitants est connue à travers les recensements de la population effectués dans la commune depuis 1793. À partir du 1er janvier 2009, les populations légales des communes sont publiées annuellement dans le cadre d'un recensement qui repose désormais sur une collecte d'information annuelle, concernant successivement tous les territoires communaux au cours d'une période de cinq ans. 
Pour les communes de moins de 10 000 habitants, une enquête de recensement portant sur toute la population est réalisée tous les cinq ans, les populations légales des années intermédiaires étant quant à elles estimées par interpolation ou extrapolation. Pour la commune, le premier recensement exhaustif entrant dans le cadre du nouveau dispositif a été réalisé en 2005,.
En 2013, la commune comptait 1 228 habitants, en évolution de +0,33 % par rapport à 2008 (Maine-et-Loire : +3,3 %, France hors Mayotte : +2,49 %).
| 1793  | 1800 | 1806 | 1821  | 1831  | 1836  | 1841  | 1846  | 1851  |
| ----- | ---- | ---- | ----- | ----- | ----- | ----- | ----- | ----- |
| 1 309 | 930  | 879  | 1 061 | 1 144 | 1 176 | 1 210 | 1 236 | 1 218 |

| 1856  | 1861  | 1866  | 1872  | 1876  | 1881 | 1886 | 1891 | 1896 |
| ----- | ----- | ----- | ----- | ----- | ---- | ---- | ---- | ---- |
| 1 161 | 1 103 | 1 075 | 1 051 | 1 003 | 945  | 914  | 789  | 759  |

| 1901 | 1906 | 1911 | 1921 | 1926 | 1931 | 1936 | 1946 | 1954 |
| ---- | ---- | ---- | ---- | ---- | ---- | ---- | ---- | ---- |
| 695  | 740  | 717  | 656  | 652  | 635  | 631  | 666  | 706  |

| 1962 | 1968 | 1975 | 1982 | 1990  | 1999  | 2005  | 2010  | 2013  |
| ---- | ---- | ---- | ---- | ----- | ----- | ----- | ----- | ----- |
| 685  | 657  | 582  | 831  | 1 101 | 1 242 | 1 240 | 1 208 | 1 228 |

#### Pyramide des âges
La population de la commune est relativement jeune. Le taux de personnes d'un âge supérieur à 60 ans (16,5 %) est en effet inférieur au taux national (22,1 %) et au taux départemental (21,4 %).
Contrairement aux répartitions nationale et départementale, la population masculine de la commune est supérieure à la population féminine (51,1 % contre 48,4 % au niveau national et 48,6 % au niveau départemental).
La répartition de la population de la commune par tranches d'âge est, en 2008, la suivante :
- 51,1 % d’hommes (0 à 14 ans = 22,5 %, 15 à 29 ans = 15,6 %, 30 à 44 ans = 19 %, 45 à 59 ans = 26,9 %, plus de 60 ans = 16 %) ;
- 48,9 % de femmes (0 à 14 ans = 21,8 %, 15 à 29 ans = 13,5 %, 30 à 44 ans = 19,8 %, 45 à 59 ans = 27,8 %, plus de 60 ans = 17,1 %).

| Hommes | Classe d’âge | Femmes |
| ------ | ------------ | ------ |
| 0,3    | 90 ans ou +  | 0,2    |
| 4,5    | 75 à 89 ans  | 5,2    |
| 11,2   | 60 à 74 ans  | 11,7   |
| 26,9   | 45 à 59 ans  | 27,8   |
| 19,0   | 30 à 44 ans  | 19,8   |
| 15,6   | 15 à 29 ans  | 13,5   |
| 22,5   | 0 à 14 ans   | 21,8   |

| Hommes | Classe d’âge | Femmes |
| ------ | ------------ | ------ |
| 0,4    | 90 ans ou +  | 1,1    |
| 6,3    | 75 à 89 ans  | 9,5    |
| 12,1   | 60 à 74 ans  | 13,1   |
| 20,0   | 45 à 59 ans  | 19,4   |
| 20,3   | 30 à 44 ans  | 19,3   |
| 20,2   | 15 à 29 ans  | 18,9   |
| 20,7   | 0 à 14 ans   | 18,7   |

### Enseignement
On trouve sur la commune une école primaire publique et une école primaire privée.

## Santé

### Sports
Plusieurs sports sont pratiqués à La Bohalle : le football, en entente avec La Daguenière, bien que chaque commune possède son propre stade, le tennis, la boule de fort (trois sociétés), etc.

## Économie
Sur 59 établissements présents sur la commune à fin 2010, 15 % relèvent du secteur de l'agriculture (pour une moyenne de 17 % sur le département), 9 % du secteur de l'industrie, 17 % du secteur de la construction, 41 % de celui du commerce et des services et 19 % du secteur de l'administration et de la santé.
L'agriculture est la principale activité économique de la commune. L'éparpillement de l'habitat ne facilite pas la présence de commerce, absent de la commune depuis le milieu des années 2000. Pour compenser cela un distributeur automatique de fruits et légumes a été installé face à l'école publique fin juin 2012. Il est alimenté par un maraîcher de la commune voisine de Saint-Mathurin.
La commune héberge quelques artisans, une zone artisanale et surtout la station de recherche et de sélection du semencier Clause. Ce dernier a investi 15 millions d'euros pour étendre son site sur la commune (en y transférant le laboratoire de Beaucouzé), achevé à l’été 2011.

## Culture locale et patrimoine

### Lieux et monuments
Le principal monument de la commune est l'imposante église Saint-Aubin construite au bord de la Loire, contre la Levée Jeanne de Laval. Cette église est considérée comme l'emblème de la commune par la municipalité. Les deux autres édifices anciens remarquables sont la chapelle de la Salette et la chapelle Saint-Joseph, situés rue le Bas-Chemin.

### Personnalités liées à la commune
- Georges Brault (1864-1932), militaire qui s'est illustré lors de la Première Guerre mondiale y est mort.
- Régis Delépine (1946-), ancien coureur cycliste professionnel. Il remporte notamment une étape du Tour de France 1977 et Bordeaux-Paris en 1974.
- Jean-Pierre Imbach (1947-1990), animateur radio et journaliste, mort à Paris et est inhumé dans le cimetière de la commune.

### Cinéma
Plusieurs séquences du film La Forêt de Quinconces sont tournées sur la commune, dont l'une à la gare.